# بيير بوبي
بيير بوبي (بالفرنسية: Pierre Bouby)‏ (17 أكتوبر 1983 بفيشي في فرنسا - ) هو لاعب كرة قدم فرنسي في مركز الوسط. لعب مع أولمبيك ليون ونادي أميين ونادي أورليانز ونادي أوكسير ونادي إيفيان ونادي مولان ونادي ميتز ونيم أولمبيك.

## روابط خارجية
- بيير بوبي على موقع رابطة كرة القدم الفرنسية للمحترفين (الإنجليزية)
- بيير بوبي على موقع قاعدة بيانات كرة القدم.إي يو (الإنجليزية)
- بيير بوبي على موقع ليكيب (الفرنسية)
- بيير بوبي على موقع Soccerway.com (الإنجليزية)